# Espumoso
Espumoso là một đô thị thuộc bang Rio Grande do Sul, Brasil. Đô thị này có diện tích 783,114 km², dân số năm 2007 là 14991 người, mật độ 19,14 người/km².